# Kovačevići (Czarnogóra)
Kovačevići (cyr. Ковачевићи) – wieś w Czarnogórze, w gminie Pljevlja. W 2011 roku liczyła 25 mieszkańców.